# Cordyla somalensis
Cordyla somalensis är en ärtväxtart som beskrevs av Jan Bevington Gillett. Cordyla somalensis ingår i släktet Cordyla, och familjen ärtväxter.

## Underarter
Arten delas in i följande underarter:
- C. s. littoralis
- C. s. somalensis